# Espirales de Poinsot
En matemáticas, las espirales de Poinsot son dos curvas representadas por las ecuaciones en coordenadas polares
{\displaystyle r=a\ \operatorname {csch} (n\theta )}
{\displaystyle r=a\ \operatorname {sech} (n\theta )}
donde csch es la función cosecante hiperbólica y sech es la función secante hiperbólica. Deben su nombre al matemático francés Louis Poinsot (1777-1859).

## Ejemplos de los dos tipos de espirales de Poinsot
|  |  |